# Mahmud al-Muntasir

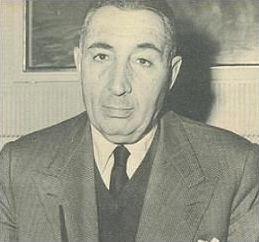
Mahmud al-Muntasir

Omar Mahmud Bey al-Muntasir (arabisch محمود المنتصر, DMG Maḥmud al-Muntaṣir; * 8. August 1903 in el-Agelat; † 28. September 1970 in Tripolis) war Premierminister von Libyen.
Al-Muntasir war vom 29. März 1951 bis zum 19. Februar 1954 erster Premierminister von Libyen. Eine zweite Amtszeit hatte er vom 20. Januar 1964 bis zum 20. März 1965. Während seiner ersten Amtszeit war Mahmud Bey al-Muntasir gleichzeitig Außenminister des Landes.